# Gnathonarium dentatum
Gnathonarium dentatum är en spindelart som först beskrevs av Karl Friedrich Wider 1834.  Gnathonarium dentatum ingår i släktet Gnathonarium och familjen täckvävarspindlar. Arten är reproducerande i Sverige. Utöver nominatformen finns också underarten G. d. orientale.